# Carrier Corporation
La Carrier Corporation è un'azienda, la maggiore produttrice e distributrice di sistemi di riscaldamento, ventilazione e condizionamento (HVAC) e leader nella refrigerazione commerciale e nelle attrezzature per l'industria alimentare. Era interamente posseduta dalla United Technologies Corporation fino al 2020 quando, a seguito della fusione della capogruppo con la Raytheon Company, è stata quotata sulla borsa di New York. Ha un fatturato di circa 12,5 miliardi di dollari con circa 45 000 dipendenti e opera in circa 170 paesi in tutti i continenti.

## Storia
Willis Carrier è considerato l'inventore della moderna aria condizionata nel 1902. L'azienda prese il suo nome ed ebbe un notevole successo a partire dagli anni cinquanta nel settore dei climatizzatori residenziali, creando una vera e propria rivoluzione dalle area più isolate degli Stati Uniti sino ai sobborghi più popolosi del sud-ovest. Carrier è la società a livello internazionale che produce più sistemi di climatizzazione in assoluto. Ha stabilimenti ad Indianapolis (Indiana), a Collierville (Tennessee), a Tyler (Texas), e a Charlotte (Carolina del Nord). Il quartier generale della gruppo si trova a Farmington (Connecticut) ed è stata acquisita dalla United Technologies Corporation nel luglio del 1979.

## Altre informazioni
La Carrier ha un fatturato di circa 13,5 miliardi di dollari e per rimanere competitiva ha una politica aggressiva di riduzione del costo del lavoro.
La Carrier ha acquistato il diritto di dare il nome al Carrier Dome, il palazzetto per il football ed il basket della Syracuse University. Paradossalmente, nonostante abbia preso il nome da un produttore di impianti di condizionamento, il Carrier Dome non è dotato di aria condizionata.
Storicamente la sede della Carrier Corporation è a Syracuse dove Willis Carrier trasferì le proprie fabbriche dal New Jersey negli anni trenta. Alla fine del XX secolo, quando fu acquistata dall'UTC, era la più grande fabbrica dello stato di New York. Negli ultimi anni la Carrier ha ridotto sensibilmente la propria presenza a Syracuse avendo spostato la produzione in Asia e la parte amministrativa più vicina al quartier generale dell'UTC nel Connecticut. Questo ha rappresentato una sfida per l'economia di Syracuse.
La Carrier produce numerosi modelli di condizionatori certificati dall'Association of Home Appliance Manufacturers (AHAM).

## Marchi
- Magic Aire
- Bryant Heating and Cooling Systems
- Payne Heating and Cooling Systems
- International Comfort Products
- Totaline
- Tyler Refrigeration
- Linde Refrigeration
- Carrier Transicold
- Riello (azienda)

## Carrier in Italia
La Multinazionale Americana si stabilì in Italia nel 1983 dopo l'acquisizione della Delchi e della sua unità produttiva a Villasanta, in Brianza.